# Тачала (герб)
Тачала (інша назва — Журавель; пол. Taczała, (Żuraw) — шляхетський герб чеського походження.

## Опис герба
У перетятому на чорний колір і золото щиті сірий журавель з піднесеною лівою ногою з каменем між двома горішніми срібними шестипроменевими зірками.
Клейнод: журавель як на щиті.
Намет: чорний, підбитий золотом.
У версії, яка була зафіксована в гербовнику Зібмахера, яку цитує Тадеуш Гайль, в клейноді є дві чорно-золоті в пояс труби.
У середньовічній версії журавель тримав мотовидло в дзьобі, кольори були невідомі. Клейнод був невідомим аж до XVIII століття включно.
Станіслав Хржонський, у Таблицях різновидів дає замість верхнього чорного поля два кути з зірками, вказує також версію з усім золотим полем і без зірок (Тачала b).
Клейнод, вказано лише в Uzupełnieniach do księgi herbowej rodów polskich і в гербовнику Зібмахера.

## Історія
Герб відомий у середньовіччі, найстаріший запис датується 1382 роком.
Герб цей, за словами Окольського, отримав лицар, який, немов журавель був чуйним у дозорі при світлі зірок.

## Гербові роди
Тадеуш Гайль перераховує 32 прізвища гербового роду:
Bartkowski, Benoe, Berent, Bonoe, Bubzowski, Budzowski, Daniszewski, Fischer, Gerkow, Gerkowski, Gerszewski, Gierałtowski, Gierko, Gierkowicz, Gierkowski, Gierwatowski, Hejdukiewicz, Hejdukowicz, Horwat, Horwatt, Jasud, Jedowiański, Kiełpsz, Krahn, Rezanowicz, Rożnowski, Skroński, Storch, Tabiński, Talat, Talatko, Todowiański.